# Роман (город, Болгария)
Роман (болг. Роман) — город в Болгарии. Находится в Врачанской области, входит в общину Роман. Население составляет 2668 человек (2022).

## Политическая ситуация
Кмет (мэр) общины Роман — Красимир Петков Петков (независимый) по результатам выборов в правление общины.